# 짧은엄지폄근 (발)
짧은엄지폄근(extensor hallucis brevis) 또는 단무지신근(短拇趾伸筋)은 엄지발가락을 펴는 것을 돕는, 발등의 근육이다.

## 구조
짧은엄지폄근은 짧은발가락폄근의 일부라고 볼 수도 있으며, 일부 해부학자들은 두 근육이 별개인지 논쟁을 벌이기도 했다.
짧은엄지폄근은 발꿈치뼈에서 기시하여 엄지발가락의 몸쪽발가락뼈에 닿는다.

### 신경 분포
짧은발가락폄근과 마찬가지로 깊은종아리신경의 가쪽 종말가지가 짧은엄지폄근에 분포한다.

## 기능
짧은엄지폄근은 엄지발가락을 펴는 것을 돕는다.

## 추가 이미지

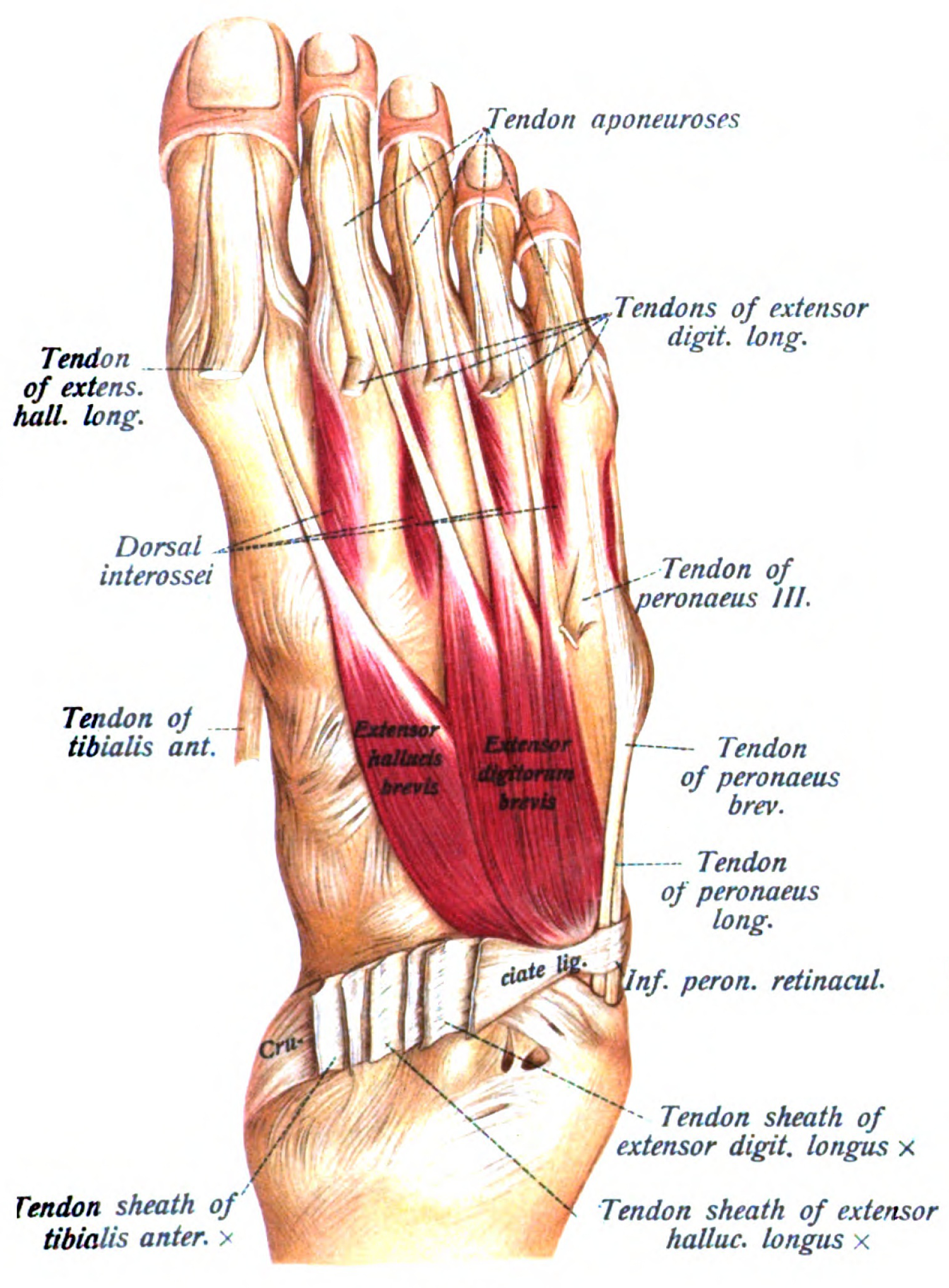
그림의 중간에 짧은엄지폄근이 표시되어 있다.
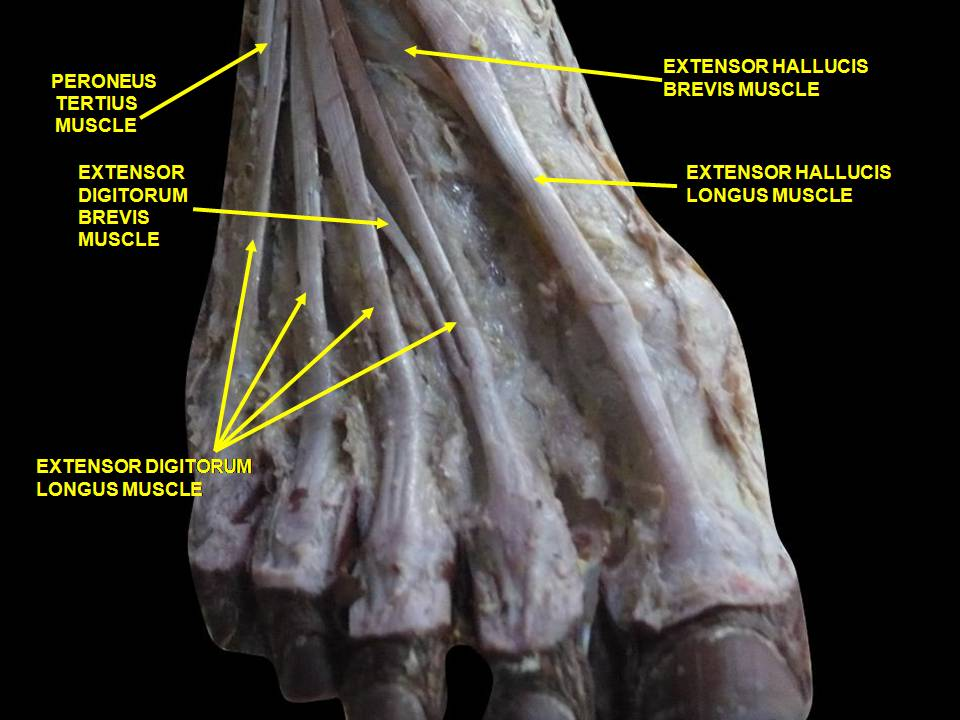
발등의 깊은쪽 해부
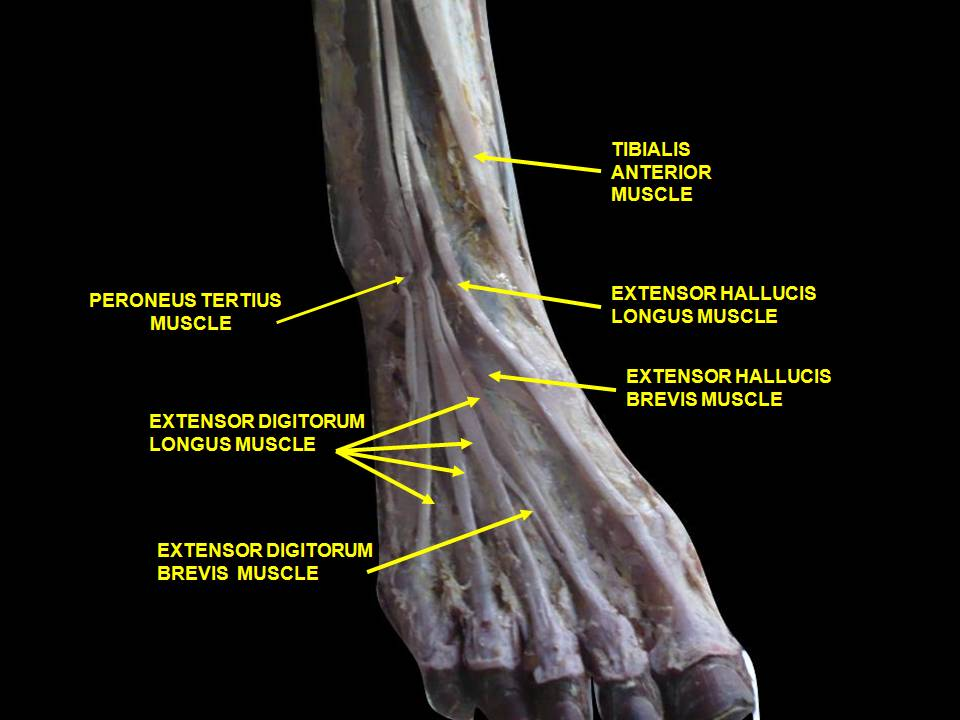
발등의 깊은쪽 해부